# Кіреєв Антон Аркадійович
Анто́н Арка́дійович Кіре́єв (нар. 7 листопада 1973, Київ — 5 жовтня 2014, Спартак) — український військовик, вояк ДУК «Правий Сектор», фотограф, захисник донецького аеропорту.

## Життєпис
Народився 1973 року в місті Київ. Навчався в київській ЗОШ № 164, закінчив школу Юного льотчика. Поступив в Льотне військове училище (місто Уфа). З розпадом СРСР повернувся в Україну, проходив строкову службу в місті Пирятин. Закінчив КПІ — факультет менеджменту і маркетингу. Працював відеооператором, захоплювався дизайном.
За часів Революції Гідності стрімив, виставляв у мережу відзнятий контент. На сході України воював з кінця травня 2014 року, входив до першої «десятки» бійців «Правого сектора» — називалась «Чортополох». Також працював як військовий фотокореспондент — його світлини з фронту виставлялися на виставці в Києві.
5 жовтня 2014 року, двоє вояків загинули в бою під час атаки під селом Спартак (Ясинуватський район) поряд з Донецьким аеропортом. Прямим влучанням пострілу з танка вояків викинуло з броні БТРа, під обстрілами не вдалося їх знайти, врятуватися змогли 2 вояки. Побратими до останнього намагались вірити, що хлопці могли бути в полоні.
На початку листопада вояки зачистили висоту під Спартаком та витягли з поля бою два обгорілих і понівечених тіла — Олександра Підлубного та Антона Кіреєва.
Залишились батько, брат, дружина Юлія Миколаївна. Мама Антона померла у грудні 2014-го.
Прощання відбулося 20 грудня 2014 року в Михайлівському соборі Києва, похований на Берковецькому кладовищі.

## Нагороди і вшанування
- Орден «За мужність» III ступеня (посмертно)[2].
- Відзнака ДУК «Правий сектор» «Бойовий Хрест Корпусу» (посмертно, № відзн. 002. Наказ № 80/17 від 16 грудня 2017 року).
- 5 жовтня 2016 року, в приміщенні Голосіївської райдержадміністрації відбулась презентація виставки робіт Антона Кіреєва
- Його портрет розміщений на меморіалі «Стіна пам'яті полеглих за Україну» у Києві: секція 4, ряд 2, місце 29
- Відзнака «Герой Голосієво» (посмертно, 25.05.2016 Голосієвською РДА)
- Відзнака «Лицарський Хрест родини Мазеп» (посмертно, 24.08.2015)
- Вшановується 5 жовтня на щоденному церемоніалі вшанування українських захисників, які загинули цього дня в різні роки внаслідок російської збройної агресії[3]